# Peter Whitehead
 Peter Whitehead  va ser un pilot de curses automobilístiques anglès que va arribar a disputar curses de Fórmula 1.
Peter Whitehead va néixer el 12 de novembre del 1914 a Menston, Anglaterra i va morir el 21 de setembre del 1958 a Lasalle, França.

## A la F1
Va participar en la segona cursa de la història de la Fórmula 1 disputada el 21 de maig del 1950, el GP de Mònaco, que formava part del campionat del món de la temporada 1950 de F1, de la que va disputar només tres proves.
Whitehead va participar en un total de dotze curses puntuables pel campionat de la F1, repartides al llarg de cinc temporades a la F1, les que hi ha entre 1950 i 1954.
També va disputar nombroses curses no puntuables pel mundial de la F1, i a vegades compartint el volant amb el seu germanastre Graham Whitehead.

## Resultats a la F1
| Any  | Equip           | Xassís  | Motor      | 1      | 2       | 3   | 4       | 5       | 6     | 7       | 8   | 9   | Posició | Punts |
| ---- | --------------- | ------- | ---------- | ------ | ------- | --- | ------- | ------- | ----- | ------- | --- | --- | ------- | ----- |
| 1950 | Ferrari         | Ferrari | Ferrari    | GBR    | MON NVS | 500 | ITA     | SUI     | FRA 3 | BEL 7   |     |     | 9       | 4     |
| 1951 | Ferrari         | Ferrari | Ferrari    | SUI 13 | 500     | BEL | FRA Ret | GBR 9   | ALE   | ITA Ret | ESP |     | -       | 0     |
| 1952 | Alta            | Alta    | Straight-4 | SUI    | 500     | BEL | FRA Ret |         |       |         |     |     | -       | 0     |
| 1952 | Ferrari         | Ferrari |            |        |         |     | GBR 10  | GER     | HOL   | ITA NVS |     |     | -       | 0     |
| 1953 | Atlantic Stable | Cooper  | Alta       | ARG    | 500     | HOL | BEL     | FRA     | GBR 9 | ALE     | SUI | ITA | -       | 0     |
| 1954 | Peter Whitehead | Cooper  | Alta       | ARG    | 500     | BEL | FRA     | GBR Ret | ALE   | SUI     | ITA | ESP | –       | 0     |

### Resum
| Curses: | Victòries: | Pòdiums: | Poles: | Voltes ràpides: | Punts: |
| ------- | ---------- | -------- | ------ | --------------- | ------ |
| 12      | 0          | 1        | 0      | 0               | 4      |